# Санта-Круз-дель-Сейбо
Санта-Крус-дель-Сейбо (ісп. Santa Cruz de El Seibo) - місто і муніципалітет в Домініканській Республіці, столиця провінції Ель-Сейбо. Воно межує на півночі з муніципалітетом Мічес, на півдні - з провінціями Ла-Романа і Сан-Педро-де-Макоріс, на сході - з провінцією Ла-Альтаграсія і на заході - з провінцією Ато-Майор. Санта-Крус-дель-Сейбо розташоване за 25 км від Ато-Майор-дель-Рея, за 45 км від Ігуея і за 135 км від столиці країни Санто-Домінго. Муніципалітет Санта-Крус-дель-Сейбо ділиться на 3 муніципальних райони: Педро Санчес, Сан-Франсиско-Вісентільйо і Санта-Лусія.
Санта-Крус-дель-Сейбо є одним з найстаріших домініканських міст, був заснований в 1502 році іспанським конкістадором Хуаном де Есківелем під назвою Санта-Круз-де-Ікаягуа.
Санта-Крус-дель-Сейбо - головний центр шанування Святого Хреста в Домініканській Республіці, святкування якого відзначається з 1 по 10 травня щорічно. Місто - також єдине в країні, в якому під час урочистостей проводяться бої биків.
У 1998 році у околиць міста виросли нетрі постраждалих від урагану Джордж, їх населення склало близько 8000 чоловік. Більшість з них були фермери з найближчих земель.

## Відомі уродженці
- Алехандро Восс-і-Хіль (1856-1932), президент Домініканської Республіки (1885-1887, 1903)